# Tarup Center
Tarup Center er et indkøbscenter med 43 butikker beliggende i bydelen Tarup i det nordvestlige Odense. 
Centret er på ca. 24.000 m² inkl. kælder/lager og har 600 gratis P-pladser.
Fra maj 2022 har Odense Letbane nordlige endestation ved Tarup Center. 

## Historie
| År   | Begivenhed |
| ---- | --- |
| 1968 | Åbner 9.000 m² med 21 butikker. Første overdækkede butikscenter i provinsen.                                                               |
| 1972 | Butiksarealet fordobles og 37 butikker. |
| 1976 | 3-etages kontorbygning med bl.a. posthus, områdekontor for social- og sundhedsforvaltning, bibliotek, tandlæge m.v.                        |
| 1986 | Butiksarealet udvides til 24.000 m² og i alt 44 butikker.                                                                                  |
| 1987 | Centergaden moderniseres og centret får et gennemgående og ensartet layout. To nye indgangspartier. Parkeringen udvides til 600 P-pladser. |
| 1992 | Codan Forsikring overtager bygningerne. |
| 2000 | Centergaden udskiftes til en mere tidssvarende konstruktion.                                                                               |
| 2002 | CityHuset overtager bygningerne fra Codan Forsikring.                                                                                      |
| 2004 | Ny facade og dørkaruseller ved udgangene mod den store P-plads.                                                                            |
| 2022 | Centret bliver endestation for Odense Letbane.                                                                                             |
| 2024 | Harald Nyborg laver tilbygning på 2300 m2 ved indgang D                                                                                    |